# تو و من (فیلم ۱۹۳۸)
تو و من (انگلیسی: You and Me) یک فیلم موزیکال به کارگردانی فریتس لانگ است که در سال ۱۹۳۸ منتشر شد.
این فیلم در گیشه موفق نبوده و برای تهیه‌کنندگانش، یک شکست کامل تجاری بود.

## بازیگران
- سیلویا سیدنی
- جرج رفت
- هری کری
- رابرت کامینگز
- الن درو
- آرتور هویت
- سیسیل کانینگهام
- جویس کامپتون
- بارون مک‌لین
- راسکو کارنز
- ویلارد رابرتسن
- وارن هایمر
- هال کی. داسون
- آدریان موریس
- فرن اِمِت